# Rue de l'Arioste
La rue de l'Arioste est une voie du 16e arrondissement de Paris, en France.

## Situation et accès
La rue de l'Arioste est une voie publique située dans le 16e arrondissement de Paris. Elle débute au 82, boulevard Murat et se termine au croisement du 12, rue du Sergent-Maginot et de l'avenue du Parc-des-Princes.
Le quartier est desservi par la ligne 9 à la station Porte de Saint-Cloud.

## Origine du nom

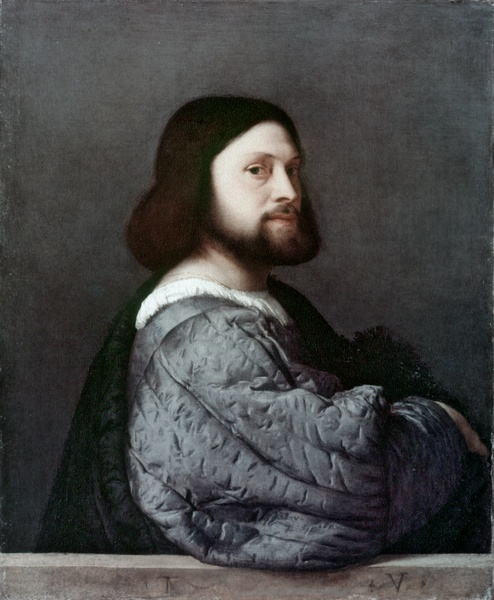
Portrait de l'Arioste.

Elle porte le nom du poète italien Ludovico Ariosto, dit l'Arioste (1474-1533).

## Historique
Cette voie est ouverte par la Ville de Paris par un arrêté du 11 octobre 1932 à l'emplacement du bastion no 64 de l'enceinte de Thiers et prend sa dénomination actuelle par un arrêté du 10 mai 1933.

## Bâtiments remarquables et lieux de mémoire
- La rue longe le lycée Claude-Bernard.

Vue du lycée.
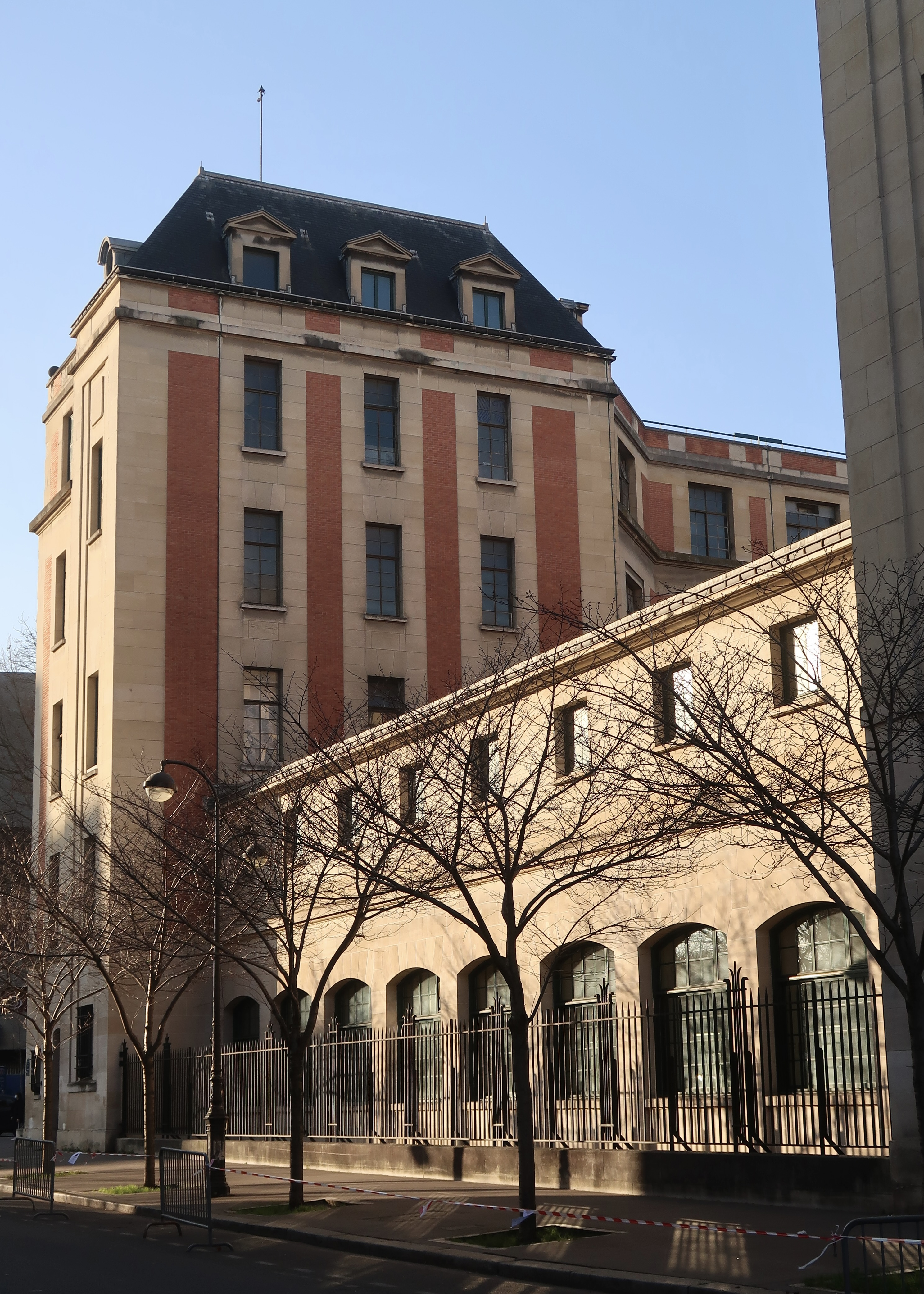
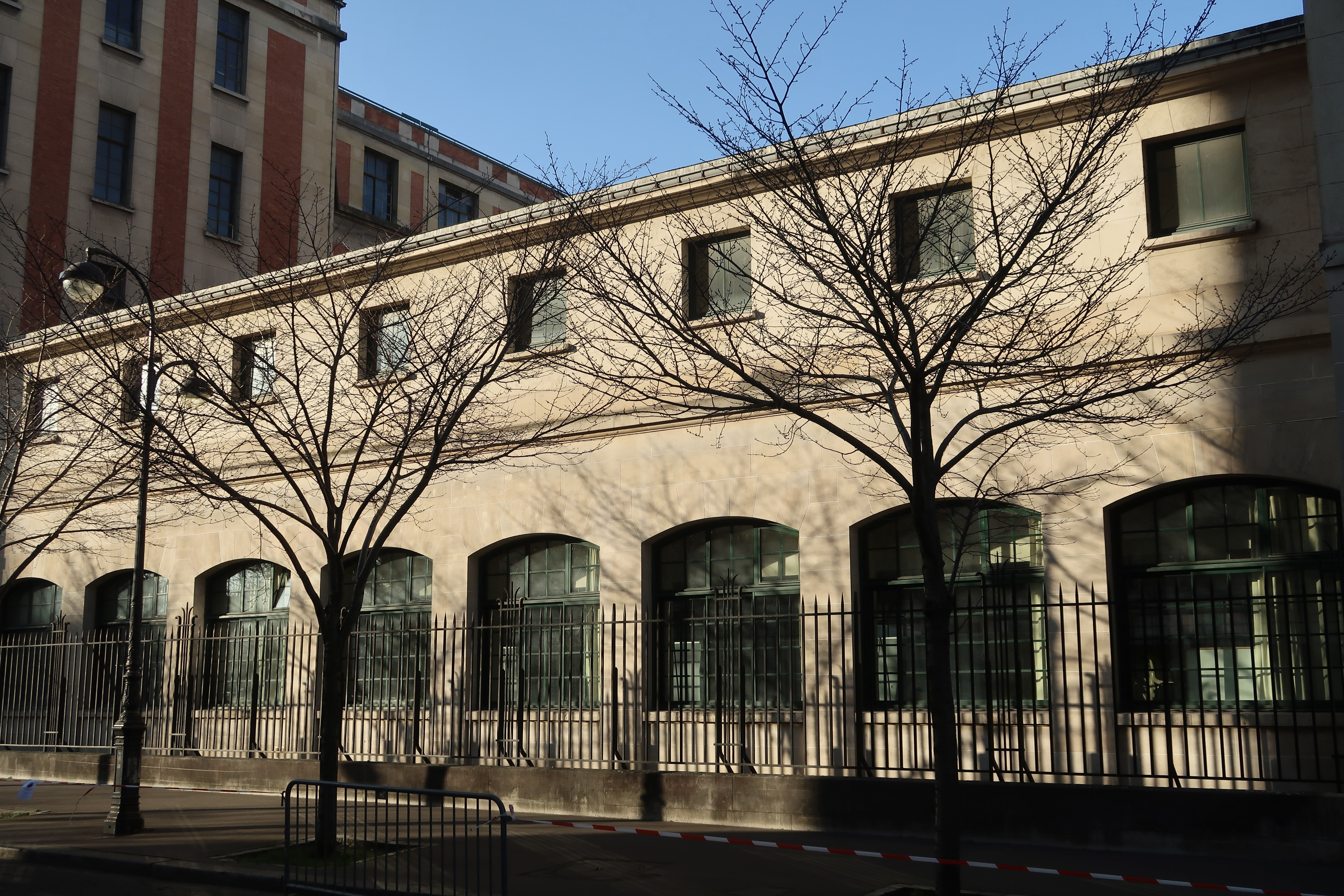